# Hell’s Kitchen

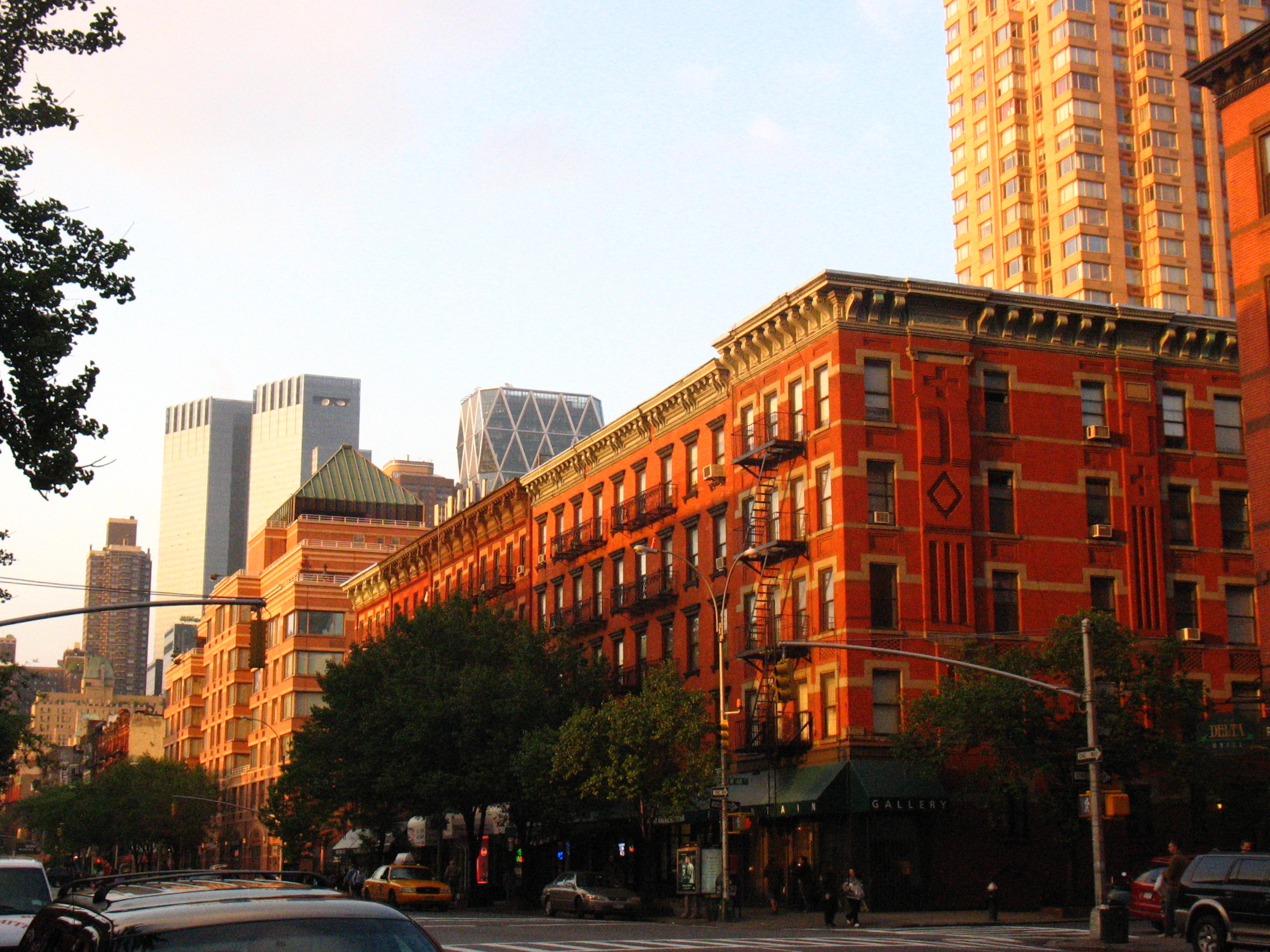
Kilátás a 9. sugárút felől a Time Warner Center és a Hearst Tower felé

Hell’s Kitchen (magyarul a „Pokol konyhája”), más néven Clinton vagy Midtown West New York egyik városnegyede, mely Manhattanben található, és nagyjából a 34. és 57. utca, a 8. sugárút és a Hudson folyó határolta területen fekszik.
A városnegyed közlekedési, egészségügyi, és raktárépületek infrastruktúrájával támogatja Midtown Manhattan üzleti negyedét. A városrész rossz híre miatt az itt található ingatlanok árai egészen a korai 1990-es évekig jóval alacsonyabbak voltak Manhattan többi részéhez képest.
Története során a Hell’s Kitchen a New York-i alvilág egyik központjává vált, igaz ez különösen az ír-amerikai szervezett bűnözésre. Olyan ismert gengszterek mint Owney Madden, csempészek mint Bill Dwyer, és a Westies vezetői, Jimmy Coonan és Mickey Featherstone is a Hell’s Kitchen lakói voltak. A Puerto Ricó-i és az ír bevándorlók közötti konfliktusok adták a West Side Story alapját.
Az egykori ír-amerikai szegény- és dolgozóosztálynak menedéket nyújtó városnegyed a huszadik század utolsó három évtizedében jelentős változásokon ment keresztül, főképpen a Midtown közelsége miatt. A lakosság lecserélődött, napjainkban sok színész otthonául szolgál a Broadway színházai és az Actors Studio iskolája miatt.

## Elnevezése

### Más elnevezések
A Hell’s Kitchen az idők során rögzül a köztudatban és megmaradt, annak ellenére, hogy városfejlesztők számos alternatív névvel álltak elő. Ilyen volt a Clinton, a Midtown West vagy a Mid-West. A Clinton név 1959-ből származik és DeWitt Clintonra utal, aki New York egyik kormányzója volt, és akiről parkot is neveztek el a negyedben.

### Hell’s Kitchen
Számos magyarázat és elmélet létezik az eredeti név eredetére. Az elnevezés korai használata megjelenik Davy Crockett egyik nyilatkozatában, melyet egy másik manhattani ír nyomornegyeddel, a Five Pointsszal kapcsolatban tett.
Egy másik elmélet szerint a név egy azonos nevű londoni nyomornegyed elnevezéséből ered. Szintén egy másik magyarázat, hogy a név eredetileg egy banda neve volt.
Napjainkban a legtöbb New York-i lakos Hell’s Kitchen néven emlegeti a negyedet, míg a Clinton elnevezést inkább csak hivatalos körökben használják.

## Híres lakói
- Itt született Sylvester Stallone színész, rendező.[2]
- Alicia Keys, zeneszerző és énekesnő itt nőtt fel.
- Frank Miller, író és képregényrajzoló itt él.

## Tények és érdekességek
- A Marvel Comics képregényeiben a Hell’s Kitchen a Fenegyerek és a Megtorló lakhelye, valamint Nick Fury szülőhelye.
- A Sleepers – Pokoli lecke című filmnek egy nagyobb jelenete itt játszódik.
- A Pokol konyhája című film itt játszódik.
- A Dream Theater Falling Into Infinity című albumát az Avatar Studios-ban vették fel, mely a Hell’s Kitchen-ben található. A lemezen pedig hallható egy Hell’s Kitchen című szám is.
- A Deus Ex számítógépes játékban többször is kitérőt tesz a főhős ezen a helyszínen.